# 雅各布-贝勒孔贝特
雅各布-贝勒孔贝特（法語：Jacob-Bellecombette，法語發音：[ʒakɔb bɛlkɔ̃bɛt]）是法国萨瓦省的一个市镇，位于该省西部，属于尚贝里区。

## 地理
雅各布-贝勒孔贝特（45°33'20"N, 5°54'49"E）面积2.47 平方千米，位于法国奥弗涅-罗讷-阿尔卑斯大区萨瓦省，该省份为法国东部省份，历史上为薩伏依的一部分，北起上萨瓦省，西接伊泽尔省和安省，南部和东部与上阿尔卑斯省和意大利接壤。
与雅各布-贝勒孔贝特接壤的市镇（或旧市镇、城区）包括：巴尔伯拉、尚贝里、蒙塔尼奥勒。

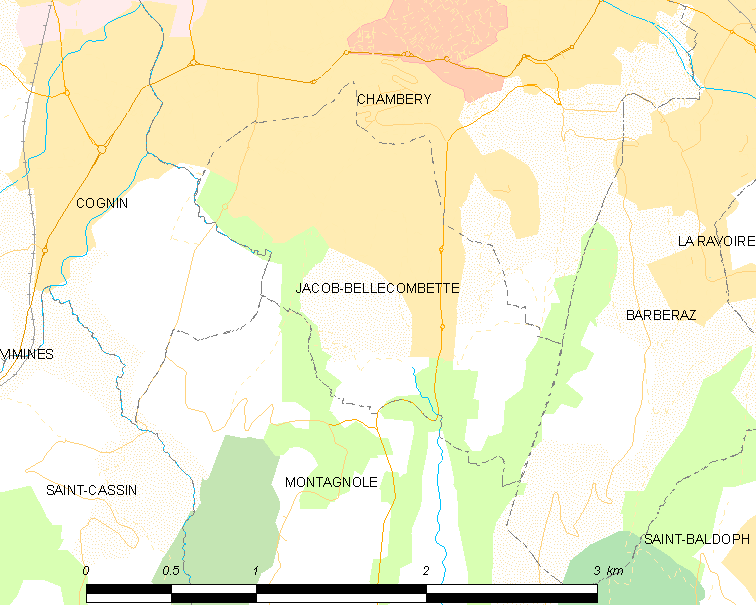
雅各布-贝勒孔贝特的OSM定位图

雅各布-贝勒孔贝特的时区为UTC+01:00、UTC+02:00（夏令时）。

## 行政
雅各布-贝勒孔贝特的邮政编码为73000，INSEE市镇编码为73137。

## 政治
雅各布-贝勒孔贝特所属的省级选区为尚贝里第二县。

## 人口

1962-2008年间雅各布-贝勒孔贝特人口变化图示

雅各布-贝勒孔贝特于2022年1月1日时的人口数量为4340人。